# Fruit Chan
Fruit Chan Gor (chino tradicional: 陈果), nacido el 15 de abril de 1959 en Guangdong, China, es un guionista y productor independiente de películas de Hong Kong, conocido por su estilo de películas que reflejan la vida cotidiana de la gente de Hong Kong.
Frecuentemente ha usado actores no profesionales (como Sam Lee en Made in Hong Kong, Wong Yau-Nam en Hollywood de Hong Kong) en sus películas. Su nombre se hizo familiar para muchos habitantes de Hong Kong después del éxito de la película "Made in Hong Kong", en 1997, que ganó muchos premios locales e internacionales.
El 22 de agosto de 2007, Chan anunció que hará una película centrada en los primeros años de Bruce Lee. La película, realizada en idioma chino se llamára Kowloon City y será producida por el productor de John Woo, Terence Chang. La película se situará en 1950, en Hong Kong.
Los créditos incluyen a Chan Durian Durian. Además, en abril, medios de comunicación estatales de China anunciaron que su organismo de radiodifusión nacional comenzó a filmar una parte de la serie-40 de televisión, sobre Bruce Lee, para promover la cultura china, para los Juegos Olímpicos de Pekín 2008.

## Filmografía

### Como director
- The First Mission (1985) - codirector con Sammo Hung.
- Finale in Blood (大鬧廣昌隆) (1993).
- The 1997 Trilogy (九七三部曲) (1999).
  - Little Cheung (細路祥) (1999).
  - The Longest Summer (去年煙花特別多) (1998).
  - Made in Hong Kong (香港製造) (1997).
- The Prostitute Trilogy (妓女三部曲).
  - Hollywood Hong Kong (香港有個荷里活) (2001).
  - Durian Durian (榴槤飄飄) (2000).
  - Three Husbands (三夫) (2018).
- Public Toilet (人民公廁) (2002).
- Dumplings (餃子) (2004).
- Three... Extremes (Segmento) (三更) (2004) - segmento "Dumplings".
- Chengdu, I Love You (2009).
- Don't Look Up (2009).

### Como guionista
- Bugis Street (1995).
- The 1997 Trilogy (九七三部曲).
  - Little Cheung (細路祥) (1999).
  - The Longest Summer (去年煙花特別多) (1998).
  - Made in Hong Kong (香港製造) (1997).
- The Prostitute Trilogy (妓女三部曲).
  - Three Husbands (三夫) (2018).
  - Hollywood Hong Kong (香港有個荷里活) (2001).
  - Durian Durian (榴槤飄飄) (2000).
- Public Toilet (人民公廁) (2002).

### Como productor
- Public Toilet (人民公廁) (2002).
- Colour Blossoms (桃色) (2004).
- A-1 Headline (2004).
- Bliss (2006).
- Three Husbands (三夫) (2018).

## Premios y distinciones
Festival Internacional de Cine de Venecia
| Año  | Categoría                                   | Película      | Resultado |
| ---- | ------------------------------------------- | ------------- | --------- |
| 2002 | Premio especial del Jurado-Mención especial | Public Toilet | Ganador   |